# 大久保桜子
大久保 桜子（おおくぼ さくらこ、1998年7月20日 - ）は、日本の女優、グラビアモデル。神奈川県出身。オスカープロモーション所属。

## 略歴
2017年、『宇宙戦隊キュウレンジャー』にてヒロインのハミィ / カメレオングリーン役で連続テレビドラマデビュー。同年10月14日に自身初となる大久保桜子2018カレンダー発売記念イベントを東京ソラマチにて開催した。
2018年6月、「The Tokusatsu Network」の取材にインターナショナル・スクールに通っていた経験（後述）を活かし全編英語で応じている。
2019年、20歳最後を記念し7月20日（21歳の誕生日）に自身初となる写真集『SAKURAKO』（ワニブックス）を発売。
2019年11月2日発売の『週刊ヤングマガジン』（講談社）第49号でグラビアデビューを果たす。
2020年12月31日、自身のTwitterで、ビクターミュージックアーツからHI RANK INDUSTRIESへの移籍を発表。
2021年7月20日（23歳の誕生日）にYouTubeチャンネル「大久保桜子ちゃんねる」を開設。
2023年8月10日にオスカープロモーションへの移籍を発表した。
2023年12月1日、公式ファンクラブ「守護神」を開設。同月26日、『週刊SPA!』（扶桑社）の「グラビアン魂アワード2023」にて、リリー・フランキー大賞を受賞した。

## 人物
- 小学校から高校までインターナショナル・スクールに通っていた。インタビューで「お兄ちゃんがインターナショナルスクールに通っていて、『兄弟揃って英語をしゃべれたらかっこいい』と、お母さんが思ったみたいで、私もお兄ちゃんと同じ学校に通うことになりました」と述べている[22]。
- 本人のインスタライブで、ファンから「YouTuberデビューの予定は？」と聞かれるも、本人は「定期的に同じことをするのが苦手」と語っており、YouTuberデビューする予定は無いと言っていたが、2021年に自身のYouTubeチャンネルを開設し、YouTuberデビューをした。
- 自身の性格については「根暗」と述べており、役柄として喋ることはできるが、舞台挨拶やクロストークなどは苦手であるという[10]。
- 『宇宙戦隊キュウレンジャー』のメイン監督である柴﨑貴行は、大久保について体育会系でサバサバした性格であると評している[23]。同作品で共演した岐洲匠は、大久保は最初クールで少し怖かったが、徐々に打ち解けると明るく接してくれたと述べている[24]。
- 休日の時はお菓子作り。得意なお菓子はフレンチトースト。バレンタインデーは『キュウレンジャー』の撮影現場でカップケーキ50個を作った[25]。
- 「桜子」という自身の名前の由来についてインタビューで「よく『春に生まれたの？』と聞かれたのですが、7月生まれです。兄が生まれるときに、お母さんが女のコだったら桜子とつけようと決めていたそうなのですが、男のコだったためにつけられず。私に名前がスライドしてきました（笑）」と述べている[26]。
- 猫アレルギーである[27]。

## 出演

### テレビドラマ
- 宇宙戦隊キュウレンジャー（2017年2月12日 - 2018年2月4日、テレビ朝日） - ハミィ / カメレオングリーン 役[28]
- ホームルーム（2020年1月24日 - 3月27日、MBS） - クラスメイト 役[29]
- 刑事7人 シーズン6 第5話（2020年9月2日、テレビ朝日） - 佐々木愛菜 役[30][31]
- 日本沈没-希望のひと- 第3話・第7話（2021年10月25日・11月28日、TBS） - 常盤紘一の秘書 役[32]
- 科捜研の女 Season21 第12話（2022年2月24日、テレビ朝日） - 島田茜 役[33]
- オールドルーキー 第5話（2022年7月31日、TBS） - ウェイトレス 役[34]
- アカイリンゴ（2023年1月23日 - 3月27日、朝日放送テレビ 他） - 牛本カンナ 役[35]
- ●●ちゃん 第3章「不倫ちゃん」（2023年8月21日 - 10月23日、朝日放送テレビ） - 主演・吉村真湖 役[36]
- くすぶり女とすん止め女 第5話 - 第7話（2023年11月8日 - 22日、テレビ東京） - 綾乃 役[37]
- リビングの松永さん（2024年1月9日 - 3月26日、関西テレビ・フジテレビ） - 服部あかね 役[38]

### ウェブドラマ
- from Episode of スティンガー 宇宙戦隊キュウレンジャー ハイスクールウォーズ（2017年9月9日 - 10月15日、東映特撮ファンクラブ） - ハミィ / カメレオングリーン 役
- TOKYOドラゴン飯店 負けるな！！琉球占い師リオちゃん！ 第1話「ヤクザは怖いよ！の巻」（2020年8月31日、Amazon Prime Video 他 / ライツキューブ製作） - ミナ 役
- 最愛のひと～The other side of 日本沈没～ 第1話「出会いは突然に…」（2021年10月10日、Paravi） - 居酒屋の客 役
- リバイスレガシー 仮面ライダーベイル（2022年3月27日 - 5月22日、東映特撮ファンクラブ） - 五十嵐幸実 役[39]
- 今夜、わたしはカラダで恋をする。 Season2 第4話（2023年2月18日、ABEMA）

### 映画
- スーパー戦隊シリーズ（東映）
  - 劇場版 動物戦隊ジュウオウジャーVSニンニンジャー 未来からのメッセージ from スーパー戦隊（2017年1月14日） - カメレオングリーンの声 役
  - 仮面ライダー×スーパー戦隊 超スーパーヒーロー大戦（2017年3月25日） - ハミィ / カメレオングリーン 役
  - 宇宙戦隊キュウレンジャー THE MOVIE ゲース・インダベーの逆襲（2017年8月5日） - ハミィ / カメレオングリーン 役
- BLACKFOX: Age of the Ninja（2019年10月5日、時代劇専門チャンネル・東映 ※WEB配信） - 明里咲 役[40]
- 赤羽骨子のボディガード（2024年8月2日、松竹） - 黒雲字音 役[41]

### オリジナルビデオ
- スーパー戦隊シリーズ（東映ビデオ） - ハミィ / カメレオングリーン 役
  - 宇宙戦隊キュウレンジャー Episode of スティンガー（2017年10月25日発売）
  - 宇宙戦隊キュウレンジャーVSスペース・スクワッド（2018年8月8日発売）[42]
  - ルパンレンジャーVSパトレンジャーVSキュウレンジャー（2019年8月21日発売）
- TOKYOドラゴン飯店 負けるな！！琉球占い師リオちゃん！ 第1話「ヤクザは怖いよ！の巻」（2021年1月25日発売、ライツキューブ） - ミナ 役

### 舞台
- 劇団おぼんろ 第21回本公演「瓶詰めの海は寝室でリュズタンの夢をうたった」（2022年8月18日 - 28日、Mixalive TOKYO Theater Mixa） - サンゴの姫 役（二ノ宮ゆい・わかばやしめぐみとのトリプルキャスト）[43]
- 朝シェイクスピア～30分でわかるハムレット（2022年12月18日・22日、2023年1月21日、Mixalive TOKYO B2F Hall Mixa） - オフィーリア 役（春名風花とのダブルキャスト）[44]

### バラエティ
- 日曜もアメトーーク！ スーパー戦隊芸人（2017年7月30日、テレビ朝日）
- コントの日（2019年11月4日、NHK総合）
- 痛快TV スカッとジャパン マンガみたいな結末スカッと「バスで大騒ぎする若者… どう解決!?」（2020年10月12日、フジテレビ） - 主演・木本奈々子 役
- あざとくて何が悪いの?（テレビ朝日）
  - あざとくて何が悪いの? 再現ドラマ（2022年5月29日）
  - あざと連ドラ 第9弾「フツーじゃなくて何が悪いの?」（2023年11月24日 - 2024年2月9日） - 主演・小雪 役[45]
- 辛ウマい飯（2024年1月7日、BS日テレ）[46]
- 突然ですが占ってもいいですか?（2024年1月16日、フジテレビ）
- 二軒目どうする?〜ツマミのハナシ〜（2024年4月14日、テレビ東京）
- 1Hセンス（2024年7月28日、フジテレビ）

### ウェブ番組
- エレチャン -ELEMENTARY CHANNEL-（YouTube）
  - エレチャン緊急特別企画に迫ってみた！（2019年7月1日）
  - 【大号泣】新大久保最強激辛メニューに挑戦して崩壊！（2019年7月8日）
  - 【初体験】新宿2丁目のバーに潜入！大人の階段を登る！？（2019年7月15日）
  - エレチャン特別企画第二弾！今明かされる牛丼の歌の全貌！！（2019年7月22日）
  - 大集合!!宇宙戦隊キュウレンジャー忘年会!!（2019年12月30日）
  - まさかの展開!? 嘘つきは誰だ!!人狼大会（2020年1月6日）
- インシデンツ 第4話（2022年12月30日、DMM TV）[47]
- オオカミちゃんには騙されない（2023年6月11日 - 8月20日、Netflix）[48]

### ドラマCD
- 宇宙戦隊キュウレンジャー オリジナルサウンドトラック サウンドスター1 - 3（2017年） - ハミィ / カメレオングリーン 役

### CM
- マンダム ビフェスタ ブライトアップ洗顔（2019年、WEB広告）
- ワクワクメール（2022年）[49]

### MV
- 岸洋佑「ついてnothing」（2023年6月17日） - 謎の女 役
- the shes gone「タイムトラベラーと恋人」（2024年7月24日）

## ディスコグラフィ

### キャラクターソング
| 発売日        | 商品名                                      | 歌                                        | 楽曲           | 備考                                                   |
| ------------- | ------------------------------------------- | ----------------------------------------- | -------------- | ------------------------------------------------------ |
| 2018年1月28日 | 宇宙戦隊キュウレンジャー オールスター全曲集 | カメレオングリーン / ハミィ（大久保桜子） | 「からっきし」 | テレビドラマ『宇宙戦隊キュウレンジャー』劇中歌         |
| 2022年9月21日 | 仮面ライダーリバイス SONG BEST              | 五十嵐幸実（映美くらら & 大久保桜子）     | 「My dream」   | Webドラマ『リバイスレガシー 仮面ライダーベイル』主題歌 |

## 出版

### 写真集
- SAKURAKO（2019年7月20日、ワニブックス、撮影：舞山秀一）ISBN 978-4847082245[50]
- sol（2022年1月26日、ワニブックス、撮影：桑島智輝）ISBN 978-4847083990[51]
- candle（2023年7月20日、KADOKAWA、撮影：桑島智輝）ISBN 978-4048976237[52]
- 人 隣（ひと となり）（2024年7月20日、東京ニュース通信社、撮影：前康輔）ISBN 978-4867018613[53][54]

### デジタル写真集
- 恋人視点（2019年11月18日、集英社［週プレ PHOTO BOOK］、撮影：細居幸次郎）[55]
- さくら七変化（2019年11月18日、小学館［スピ/サン グラビアフォトブック］、撮影：佐藤佑一）[56]
- 白肌、焦がれる夏（2020年4月3日、講談社［ヤンマガデジタル写真集］、撮影：佐藤佑一）[57]
- Sunday Morning（2020年7月28日、光文社［FLASHデジタル写真集］、撮影：矢西誠二）[58]
- ヒロインの休日（2020年10月23日、集英社［週プレ PHOTO BOOK］、撮影：細居幸次郎）[59]
- いつでも満開（2020年11月17日、光文社［FLASHデジタル写真集］、撮影：矢西誠二）[60]
- 戦隊ヒロインと温泉旅行（2021年3月23日、光文社［FLASHデジタル写真集］、撮影：栗山秀作）[61]
- RISING SUN（2021年4月30日、白夜書房［BRODYデジタル写真集］、撮影：桑島智輝）[62]
- さよならの、1日まえの日。（2021年7月9日、主婦の友社［STRiKE! DIGITAL PHOTOBOOK 003］、撮影：西村康）
- きらめき、ゆらめく。（2021年9月10日、光文社［Platinum FLASHデジタル写真集］、撮影：神藤剛）[63]
- ヒロインの素肌（2021年12月1日、秋田書店［ヤングチャンピオンデジグラ］）
- Milk＆Honey（2021年12月6日、集英社［週プレ PHOTO BOOK］、撮影：YOROKOBI）[64]
- 素敵な番狂わせ（2021年12月21日、扶桑社［SPA!デジタル写真集］、撮影：岡本武志）[65]
- Luna（2022年4月8日、ワニブックス［ワニブックスデジタル写真集］、撮影：桑島智輝）[66]
- 脱ぎ捨てて、夏。（2022年9月27日、光文社［FLASHデジタル写真集］、撮影：岡本武志）[67]
- 探しものはなんですか？（2022年10月12日、KADOKAWA［Gテレデジタル！］）[68]
- 艶やかに、夏。（2022年10月25日、光文社［FLASHデジタル写真集］、撮影：岡本武志）[69]
- 素肌に触れたい（2022年11月2日、講談社［FRIDAYデジタル写真集］、撮影：Takeo Dec.）[70]
- Dearest（2022年11月21日、集英社［週プレ PHOTO BOOK］、撮影：東京祐）[71]
- WPB 大久保桜子デジタル写真集〜特装合本版〜（2023年2月13日、集英社［週プレ PHOTO BOOK］、撮影：細居幸次郎、YOROKOBI、東京祐）[72]
- BE SHINE（2023年3月27日、白夜書房［BRODYデジタル写真集］、撮影：前康輔）[73]
- ツンデレな柔肌（2023年7月14日、講談社［週刊現代デジタル写真集］、撮影：岡本武志）[74]
- Cerisiers（2023年11月22日、集英社［YJ PHOTO BOOK］、撮影：前康輔）[75]
- Never Ending Travel -Side A･B-（2024年1月12日、秋田書店［ヤングチャンピオンデジグラ］）
- 【グラビア文学館】 はつ恋（2024年1月15日、講談社［週刊現代デジタル写真集］、撮影：鈴木ゴータ）[76]
- 潮騒が聞こえる（2024年1月30日、光文社［FLASHデジタル写真集］、撮影：前康輔）[77]
- 射抜くように美しい（2024年5月10日、扶桑社［SPA!グラビアン魂デジタル写真集］、撮影：時永大吾）[78]

### カレンダー
- 大久保桜子 2018年 カレンダー（2017年10月21日、ハゴロモ）
- 大久保桜子 2022年 カレンダー（2021年10月1日、ワニブックス）ISBN 978-4847083884[79]
- 大久保桜子 2023年 カレンダー（2022年11月26日、わくわく製作所）